# Richard Kern
Richard Kern (Roanoke Rapids (North Carolina), 1954) is een filmmaker en fotograaf uit New York. Zijn werk wordt gezien als een vorm van transgressieve filmkunst.
Zijn werk bevat veel subversieve en perverse elementen zoals geweld en pornografie. Hij werkte samen met diverse musici als Lydia Lunch, Kembra Pfahler en Henry Rollins in films als The Right Side of My Brain en Fingered.
In 1985 maakte Kern de videoclip voor Sonic Youth's Death Valley 69, die leidde tot meer videoclipopdrachten voor onder andere King Missile (Detachable Penis) en Marilyn Manson (Lunchbox). 
In het in 1995 verschenen fotoboek New York Girls van Kern staat een interview met Kern afgenomen door Kim Gordon met een voorwoord van Lydia Lunch.
Het album EVOL van Sonic Youth uit 1986 toont een film still uit zijn film Submit to me Now.

## Filmografie
- Corporate Ghost (2004)
- Lunchbox (1995)
- My Nightmare (1993)
- Detachable Penis (1992)
- The Bitches (1992)
- Sewing Circle (1992)
- Horoscope (1991)
- Nazi (1991)
- Tumble (1991)
- The Evil Cameraman (1990)
- Money Love (1990)
- Pierce (1990)
- X is Y (1990)
- Submit to me Now (1987)
- Death Valley 69 (1985)
- Fingered (1986)
- Goodbye 42nd Street (1986)
- King of Sex (1986)
- I Hate You Now (1985)
- Manhattan Love Suicides (1985)
- The Right Side of My Brain (1985)
- Stray Dogs (1985)
- Submit to Me ([985)
- Thrust in Me (1985)
- Woman at the Wheel (1985)
- You Killed Me First (1985)